# Škwor
Škwor (stilistisch ook geschreven als škWor) is een Tsjechische metalband uit Praag.

## Geschiedenis
De band werd in 1998 opgericht als Skwar, onder welke naam hij ook zijn eerste cd uitbracht. Na twee bandwisselingen werd de naam veranderd in Škwor. De naam Škwor is een speling op het Tsjechische woord škvor, dat oorwurm betekent, wat op zijn beurt kan verwijzen naar het insect en een muziekterm.

## Bandleden

### Huidige leden
- Petr Hrdlička - zang en gitaar
- Tomáš Kmec - basgitaar
- Leo Holan - gitaar
- Martin Pelc - drums

### Voormalige leden
- František Vadlejch - drums
- Herr Miller - drums

## Discografie

### Studioalbums
- 2000 - Mayday (als Skwar)
- 2001 - Vyhlašuju boj!
- 2004 - Vyvolenej
- 2005 - Amerika
- 2007 - Loutky
- 2008 - 5
- 2011 - Drsnej kraj

### Livealbums
- 2012 - Natvrdo

### Compilatiealbums
- 2009 - Sečteno podtrženo